# Гвистригона (Сијена)
Гвистригона је насеље у Италији у округу Сијена, региону Тоскана.
Према процени из 2011. у насељу је живело 48 становника. Насеље се налази на надморској висини од 273 м.